# Kill the Lights
Kill the Lights is een internationale metalcore band dat in 2019 opgericht is door o.a. twee ex-leden van de Britse band Bullet for My Valentine Jason "Jay" James en Michael "Moose" Thomas en de ex-zanger van de Amerikaanse band Throw the Fight James Clark.
Het eerste album "Sinner" is uitgebracht in 2020 en werd grotendeels positief ontvangen door de grote metalwebsites. Het tweede studio album "Death Melodies" is uitgekomen op 8 maart 2024. De eerste single van dit album  "Hear You Scream" was in augustus 2023 al uitgebracht op Youtube en streaming diensten. In april 2024 kwam de band voor het eerst optreden in Nederland.

## Huidige bandleden
- James Clark – zang
- Jordan Whelan – gitaar
- Travis Montgomery – gitaar
- Michael "Moose" Thomas – drums
- Jason "Jay" James – basgitaar & schreeuwen

## References
1. ↑  (en) updated, Sophie Maughanlast, Metal all-stars Kill The Lights nail the groove and the glory on debut album The Sinner. louder (24 augustus 2020). Geraadpleegd op 3 mei 2024.